# T–18
A T–18-as (más néven MSZ–1, vagyis Malij Szoprovozsdajuscsij, magyar jelentése: kis kísérő) 1928-as szovjet tervezésű, könnyű gyalogsági támogató harckocsi volt. Ez volt az első nagy sorozatban gyártott szovjet harckocsi. Az olasz Fiat 3000 és a spanyol Trubia Serie A-hoz hasonlóan az ország első Renault FT-n alapuló fejlesztése volt, amely értékes tapasztalatokat adott a későbbi páncélosok fejlesztéséhez.
Azonban a minden téren fejlettebb T–26-os megjelenésével szinte azonnal kiszorította.

## Előzmények
Sztálin hatalomra kerülése után az erőltetett gazdasági fejlesztésen túl fontosnak tartották a hadsereg modernizációját. Így párhuzamosan felmerült az igény egy helyi fejlesztésű és gyártású harckocsira. A problémát az okozta, hogy az országban hiányzott a megfelelő szaktudás. Emellett a kommunisták csak néhány brit Mark V nehéz-, Whippet közepes- és francia Renault FT könnyű harckocsival rendelkeztek, amelyeket a fehéreket támogató expedíciós erők még a polgárháborúban hagytak hátra.
1924-ben a szovjetek felállítottak egy harckocsi-bizottságot, amely feladata egy, az FT–17-eshez hasonló könnyű harckocsi megtervezése volt: egy olyan 3 tonnás harckocsit kívántak létrehozni, amely képes egy 37 mm-es löveg hordozására, páncélzatának vastagsága eléri a 16 mm-t, végsebessége pedig a 12,1 km/h-t . Mivel kiderült, hogy 3 tonnás tömeghatár irreleváns egy évvel később a tömeghatárt 5 tonnára növelték.

## Fejlesztése
A 35 lóerős teherautó-motort (az olasz Fiat 15 ter példánya) a moszkvai AMO gyár gyártotta, a fegyver pedig a francia 37 mm-es Puteaux SA 18 ágyú módosított példánya volt. A rugózott felfüggesztés, amely lehetővé teszi a tank gyorsabb mozgását durva talajon, a legnagyobb javulás volt a Renault-val szemben. A T–16 nevű prototípust 1927 júniusában tesztelték.
A T–16-ot meghibásodásnak tekintették, mivel problémái voltak azzal, hogy az átvitele túl gyakran meghibásodott, és képtelen volt átmenni az 1,5 m-nél szélesebb árkokon. A T–16 manőverezhetősége csak alig volt jobb, mint a Renaulté. Eközben a Tüzérségi Fegyverzeti Tröszt tervezőirodája (KB OAT) kidolgozta a T–16 továbbfejlesztett változatának terveit, amelyet júliusban T–18-ként fogtak gyártásra, a tankot pedig MSZ–1 néven.

## Jellemzői
A T–18/MSZ–1-es könnyű harckocsi az FT–17-es továbbfejlesztett változata volt, de a szovjet fejlesztés miatt a két típus csak alakjában hasonlított egymásra, igaz, a páncélos legtöbb alkatrésze külföldi részegységek átalakításából származott. A harckocsit egy 37 mm-es, 28-as modellszámú löveggel szereltek fel, ami a francia SA18-as löveg fejlesztett másolata volt. Maga a löveg relatív nagy (percenként 10–12 lövéses) tűzgyorsaságra volt képes, de kis kalibere és minimális csőhossza miatt harckocsik ellen gyakorlatilag hatástalannak bizonyult.
A löveg kiegészítéseként a típus az előremutató, de bonyolult Avtomat Fjodorova könnyűgéppuskát (annak kétcsövű változatát) hordozta – az egyes és sorozatlövésre egyaránt képes gépfegyver egyedi jellemzője volt, hogy a többi szovjet fegyverrel ellentétben nem a Moszin-Nagant ismétlőpuskák 7,62 mm-es töltényét, hanem a japán Ariszaka puskák 6,5 mm-es töltényét használta (utóbbi jobban megfelelt automata fegyverben történő használatra).
A T–18-os 1,76 méteres szélességével igen keskeny páncélosnak számított, de a magas parancsnoki kupola miatt a harckocsi magassága elérte a 2,1 métert. A harckocsi szegecselt, különböző szögeket bezáró páncélzatot kapott, a páncélzat vastagsága helytől függően 6–16 mm között mozgott. A relatív vastag páncélzat miatt a T–18-as tömege elérte az 5,9 tonnát.
A bázismodell FT–17-es, illetve T–16-os, valamint a T–18-as közötti legfontosabb különbséget a futómű jelentette. A Szovjetunióban is felismerték, hogy előnyei ellenére az FT–17-es futóműve érdemben nem fejleszthető, ami erősen limitálta a páncélos tömegé és végsebességét (az FT–17-es műúton is csupán 7,8 km/h-ig gyorsulhatott).
A T–18-as ezért ehelyett egy új, függőleges rugós felfüggesztést kapott: a harckocsi keskeny, 300 mm-es lánctalpát a T–16-osból emelték át, azonban a páncélost eggyel több, oldalanként 7 kis méretű futógörgővel látták el (az első görgő saját felfüggesztést kapott, a mögötte találhatók párosával kapcsolódtak a függőleges rugókhoz).
A könnyű harckocsi mozgatását egy 35 lóerős Fiat 15 ter teherautó-motor másolatával oldották meg. E hajtóművet a Moszkvai Gépkocsi Társaság (röviden AMO), 1931-től 2. számú Sztálin Autógyár (röviden ZiSZ) gyártotta. Ez az erőforrás az 5,9 tonnás tömeggel 5,9 lóerő/tonnás teljesítmény/tömeg arányt produkált, amely az 1930-as évekbeli harckocsikhoz képest már igen csekélynek számított (azok teljesítmény/tömeg aránya szinte soha nem süllyedt 10 lóerő/tonna alá), de a korábbiakhoz képest már így is komoly előrelépést jelentett, műúton 17 km/h-s végsebességet biztosítva.
Rövid, relatív magas súlypontú korai harckocsiként a T–18-ast is felszerelték egy, az FT–17-esen is alkalmazott „farokkal”: ez a hátul kiálló fém elem a páncélos felborulását volt hivatott megakadályozni.

## Harci alkalmazása

### Barbarossa hadművelet
Amikor a náci Harmadik Birodalom 1941-ben megtámadta a Szovjetuniót, még számos T–18-as volt működőképes állapotban, de a tapasztalt és kiválóan vezetett német erők minden útjukba kerülő szovjet könnyű harckocsit megsemmisítettek (valószínűleg a T–26-os mellett T–18-asokat is).
A közkeletű vélekedéssel szemben a támadó német erők harmadát Panzer I-es és Panzer II-es könnyű harckocsik alkották, a bevetett 3252 páncélosból csupán 432 volt a legújabb, Panzer IV-es modell, de a szovjet harckocsik a rádió, tapasztalat és koordináció hiánya miatt kezdetben teljesen hatástalannak bizonyultak. A T–18-as így soha sem vált széles körben ismert páncélossá és kizárólag a Szovjetunió alkalmazta a típust.

## Változatok
- T–18 Noszorog (Orrszarvú) – Az orrára felszereltek egy, a hátsóhoz hasonló támasztósarkantyút, de ez jelentősen csökkentette a vezető látóterét. Csak egy példányt szereltek fel így.
- T–18 M1930 – Az eredeti két gépkarabélyt egy 7,62 mm-es DP golyószóróra cserélték és a motor teljesítményét pedig 40 LE-re növelték, ami 18 km/h-ra növelte a páncélos végsebbeségét.
- T–18 T-26 futóművel – A T–26-os laprugós felfüggesztését tesztelték, de mivel nem növelte a típus sebbeségét, ezért nem gyártották.
- T–18M – A T–26-os tornyát hordozta benne egy 45 mm-es löveggel, de a többlet tehert a váz nehezen bírta ezért csak statikus páncéltörő bunkerként használták a Barbarossa hadművelet idején.

### Az alvázon alapuló egyéb tervezetek
- SzU–18 – 1929-ben a szovjetek a T–18-as vázán létrehoztak egy, a francia FT–17 BS-hez hasonló önjáró löveget. Ehhez a szovjet páncélost egy 76,2 mm-es tábori löveggel szerelték fel, de teszteltek 37 és 45 mm-es lövegeket is. A nagyméretű, dobozszerű, nem forgatható felépítménnyel rendelkező SzU-18-as 4-6 töltény szállítására volt képes, de géppuskával nem rendelkezett. Problémái (többek között a túlságosan kis méretű vázból adódó korlátozott kilövési szög és minimális lőszerkapacitás) miatt a típus soha nem jutott túl a prototípus-léten.[3]

### Fordítás
Ez a szócikk részben vagy egészben  a   T-18 című angol Wikipédia-szócikk ezen változatának fordításán alapul.  Az eredeti cikk szerkesztőit annak laptörténete sorolja fel. Ez a jelzés csupán a megfogalmazás eredetét és a szerzői jogokat jelzi, nem szolgál a cikkben szereplő információk forrásmegjelöléseként.